# دودمان ژو دوم
امپراتوری ژو کبیر (به چینی:周朝) یا دودمان ژو دوم که به وو ژو نیز شناخته می‌شود سلسله‌ای بود که توسط وو زتیان بنیاد گذاری شد و تنها امپراتور این سلسله هم امپراتریس وو بود در این زمان حکومت ژو اوج قدرت و شکوفایی و تغییرات بزرگ داخلی چین بود و تحت فرمان امپراتریس زتیان این امپراتوری به اوج قدرت رسید در سال ۱۶ اکتبر ۶۹۰ میلادی به دستور امپراتریس زتیان آغاز شد، سلسله ژو پایان دوره فرمانروایی تانگ برای یک مدت کوتاهی بود این سلسله توسط خود زتیان بعد از یک کودتا در کاخ سلطنتی در سال ۲۲ فوریه ۷۰۵ بعد از ۱۵ سال سلطنت به عمرش پایان داده شد.
این دودمان بخاطر نخستین سلسله طولانی مدت تاریخ چین یعنی دودمان ژو باستان بنیاد گذاری شد، به منظور این که هیچ سلسله ای از اول تا آخر هیچ حاکم زنی نداشته به افتخار نخستین سلسله و طولانی‌ترین امپراتوری چین، امپراتریس زتیان این نام را بر حکومت خود نهاد و همچنین بیشتر قوانین ژو باستان را برای حکومت خود انتخاب می‌کرد.

## اغاز سلسله ژو
وو زتیان تنها حاکم و امپراتور مؤثر زن در تاریخ چین بود و در سال ۶۹۰ میلادی امپراتور ژو شد و حکومت خود را به عنوان هوآنگدی آغاز کرد.
قبل از رسیدن به مقام امپراتور و تاجگذاری در سلسله ژو (همان طور که در آن زمان شناخته شد) او برای شوهر و پسرانش نایب السلطنه بود و این شروع کار او برای رسیدن به اهداف خود به عنوان هوآنگدی ژو بود، او در اصل در سال ۶۵۵ میلادی شروع به فرمانروایی کردن بر چین کرد و وو از سال ۶۵۵، شروع به ریاست در دادگاه کل امپراتوری به نام امپراتور کرد به خصوصا بعد از سال ۶۶۵ میلادی که امپراتور گائوزونگ عملا از کار افتاده بود و در حقیقت از قدرت خود گذشت و کلیه امور امپراتوری را با اختیار کامل یک امپراتور به امپراتریس وو اعطا کرد هر چند که وو ژائو (بعدا وو زتیان) هرگز امپراتور نبود، بعد از مرگ امپراتور گائوزونگ تمام قدرت های امپراتوری به صورت کامل و یگانه در دست امپراتریس وو به پایان رسید، که بجای فرزندان دست نشانده خود نیز به تنهایی حکومت کرد و آنان کاملا به صورت اسمی به عنوان امپراتوران دست نشانده، کاملا ظاهری حکومت می کردند و همیشه در اصل حبس خانگی بودند، آن هم بیرون از کاخ امپراتوری به همین خاطر وو هم که در دوره شوهرش در پشت یک صفحه مرواریدی در پشت گائوزونگ پنهان بود او دیگر به این طور وضعی عمل نکرد و علنا بر تخت سلطنت نشست و خود را بجای پسرانش همانند یک امپراتور جا زد او بعد دو ماه از حکومت پسرش امپراتور ژونگ زونگ که از حبس خود و از حکومت مادر شدیدا ناراضی بود و تحت تاثیر همسرش امپراتریس وی با مادرش مخالفت کرد و به همین خاطر وو در همان ماه دوم سلطنت پسرش بعد خبر مخالفت امپراتور نسبت به خود فرمان به برکناری او را رسما صادر کرد و او را با کوچکترین پسرش لی دان (به عنوان امپراتور رویزونگ) جایگزین کرد و حتی این بار قاطعانه تر بر قدرت قرار گرفت و امپراتور رویزونگ با کمال میل عروسک کامل مادر خود شد، بعدا وو در سال ۶۹۰ میلادی پسرش رویزونگ را با فرمان رسمی عزل کرد و خود را هوآنگدی (امپراتور) سلسله ژو اعلام کرد و حکومت را مستقل در دست گرفت.